# Paka nizinna
Paka nizinna, dawniej: paka (Cuniculus paca) – gatunek dużego południowoamerykańskiego gryzonia z rodziny pakowatych. Zamieszkuje tropikalne i subtropikalne regiony Ameryki od środkowego Meksyku na północy do Paragwaju na południu.

## Systematyka
Wyróżnia się pięć podgatunków paki nizinnej:
- C. p. guanta Lönnberg, 1921
- C. p. mexicanae Hagmann, 1908
- C. p. nelsoni Goldman, 1913
- C. p. paca (Linnaeus, 1766)
- C. p. virgata Bangs, 1902

## Budowa ciała
Długość głowy i tułowia dorosłej paki nizinnej osiąga 60–80 cm (ogona 2–3 cm), przy masie ciała do 10 kg. Wybarwienie sierści ciemnobrunatne, z białymi plamami na bokach, a w części brzusznej białe. Paki nizinne mają duże głowy. Przy wydawaniu dźwięków paka wykorzystuje jamę w łuku brwiowym, która służy jako rezonator. Jest to wyjątkowa cecha wśród innych ssaków.

## Tryb życia
Paka nizinna wiedzie naziemny tryb życia, jest aktywna nocą, a dnie spędza w wydrążonych przez siebie norach. Potrafi pływać. Być może wiodą samotniczy tryb życia, bowiem napotyka się zwykle pojedyncze osobniki. Obserwowane jednak były także grupy składające się z kilku osobników; w ocenie Limy i współpracowników (2018) pod względem różnorodności i złożoności wydawanych dźwięków paka nizinna przypomina przedstawicieli grupy Caviomorpha żyjących w grupach. Zdaniem autorów rezygnacja przedstawicieli gatunku z życia w grupach na rzecz samotniczego trybu życia może być rezultatem intensywnych polowań na przedstawicieli gatunku oraz zmian środowiska, w którym żyją.

## Ekologia
Paka nizinna  jest roślinożercą. Dietę stanowią owoce i zielone części roślin. Siedlisko stanowią nadwodne tereny lasów tropikalnych.